# 하킴 무함마드 사이드
하킴 무함마드 사이드(우르두어: حکیم محمد سعید, 영어: Hakeem Muhammad Saeed, 1920년 1월 9일 ~ 1998년 10월 17일)는 파키스탄의 의학 연구자, 학자, 자선가였다. 그는 1993년부터 1994년까지 신드주의 주지사로 재직했다. 사이드는 동양의학 분야에서 파키스탄의 가장 유명한 의학 연구자 중 한 명이다. 그는 서파키스탄에 정착하기 전인 1948년에 함다드 파키스탄 재단을 설립했다. 다음 몇 년 동안, 함다드 파키스탄 재단의 약초 의약품은 파키스탄에서 널리 알려진 이름이 되었다. 하킴 무함마드 사이드는 의학, 철학, 과학, 건강, 종교, 자연 의학, 문학, 사회, 그리고 여행 분야에서 약 200권의 책을 저술하고 편집했다. 1981년, 사이드는 멕시코에 기반을 둔 비영리 국제 기구인 세계 문화 평의회의 창립 멤버 중 한 명이 되었다. 1998년 10월 17일, 사이드는 카라치의 함다드 연구소에서 의학 실험에 참석하기 위해 가던 중 알려지지 않은 공격자들에 의해 암살되었다. 그의 살해는 파키스탄의 총리 나와즈 샤리프가 신드주에 직접적인 연방 통치를 부과하도록 자극했다.

## 어린 시절 및 경력
하킴 무함마드 사이드는 1920년 영국령 인도의 델리에서 교육을 받고 종교적인 우르두어를 하는 무하지르인 계급의 가정에서 태어났다. 그의 조상은 무굴 황제 바하두르 샤 1세의 치세에 카슈가르(현재의 중화인민공화국 신장 위구르 자치구 카스시)에서 인도 아대륙으로 왔다. 그들은 처음에 페샤와르에 약 18년 동안 머물렀고, 그 후 물탄으로 이주했고, 마지막으로 델리에 정착했다.
그의 조상들과 가족들은 한약재 사업과 관련이 있었고 1947년 이전에 인도에 함다드 인디아 연구소를 설립했는데, 이것은 오늘날 세계에서 가장 큰 유나니 의약품 제조업체 중 하나로 부상했다. 사이드는 아랍어, 페르시아어, 우르두어, 영어를 배웠고 쿠란을 공부했다. 18살 때, 하킴은 1938년에 델리 대학교에 입학했다. 거기서, 사이드는 B를 얻었고, 1942년에 약학 학위와 의학 화학 학사 학위를 받았다. 학부 교육 후, 사이드는 함다드 인디아 실험실에 보조 연구원으로 입사하여 약을 조제하는 동안 허브 품질 관리에 참여했다. 1945년, 사이드는 대학원 과정에 참석했고 같은 기관에서 약학 석사 학위를 받았다. 1947년 이전에 하킴 사이드는 파키스탄 운동 활동에도 참여했다. 1947년 파키스탄이 독립한 후, 사이드는 아내와 외동딸과 함께 고향을 떠났다. 그 가족은 서파키스탄의 신드주 카라치에 정착했다. 그는 함마드 파키스탄을 설립하고 1998년 사망할 때까지 초대 소장으로 일했다. 1952년, 사이드는 튀르키예로 여행을 가서 앙카라 대학교에 다녔고 약학 박사 학위를 수여받았고, 파키스탄으로 돌아와 의학 연구에 그의 삶을 바쳤다.

## 사망 및 수사
사이드는 1998년 10월 17일 아람 바흐의 카라치에서 살해되었다. 그의 살인자들은 당시 카라치 CCPO인 DIG 파루크 아민 쿠레시에 의해 잡혔다. 쿠레시는 높이 평가되었고 오늘날 파키스탄에서 가장 유명한 경찰관 중 한 명이다. 몇몇 사람들이 체포되었고 이후 테러방지법원에 의해 사형선고를 받았다. 2014년 4월 26일, 대법원은 하킴 사이드 살인 사건에서 무타히다 카우미 운동(MQM) 노동자들에 대한 무죄 판결에 대해 신드 고등법원(SHC)의 판결을 확정했다.
2001년 파키스탄 대법원의 반테러 항소 판사는 1998년 유명한 자선가이자 의사인 하킴 사이드를 살해한 혐의로 기소된 9명 모두에게 무죄를 선고했다. 당시 지방 정부는 이 판결에 이의를 제기했다. MQM 노동자, 모하메드 아미룰라, 모하메드 샤키르 가명 샤키르 랑그라, 아부 임란 파샤는 법원에서 무죄 판결을 받은 사람들 중 한 명이다.